# Euparyphus tricolor
Euparyphus tricolor är en tvåvingeart som beskrevs av Osten Sacken 1886. Euparyphus tricolor ingår i släktet Euparyphus och familjen vapenflugor. Inga underarter finns listade i Catalogue of Life.